# Élection présidentielle guatémaltèque de 2011
Une élection présidentielle se tient au Guatemala en 2011. Elle a pour but d'élire un président et un vice-président pour un mandat de quatre ans. Elle se déroule dans le cadre des élections générales qui regroupent les élections législatives et municipales.

## Campagne électorale
L'organisation civique Acción Ciudadana estime que les trois principaux partis ont dépensé entre 40 et 60 millions de dollars chacun pour la campagne soit, au total, environ 200 millions de dollars (142 millions d'euros). Les partis auraient violé la loi électorale, dépassant largement le plafond de dépenses autorisées et refusant de révéler l'origine des fonds reçus.

### Candidats
- Otto Pérez Molina
- Rigoberta Menchú
- Harold Caballeros
- Eduardo Suger
- Juan Guillermo Gutiérrez
- Mario Estrada
- Patricia de Arzú
- Manuel Baldizón
- Adela de Torrebiarte
- Alejandro Giammattei

La domination annoncée de la droite à cette élection présidentielle (neuf candidats sur dix) résulte de l'absence de candidat du Parti social-démocrate au pouvoir après le rejet de la candidature de l'ex-épouse du chef de l’État sortant, Sandra Torres, qui avait divorcé d'Álvaro Colom pour se présenter.

## Résultats

### Premier tour
Le 11 septembre 2011, Otto Pérez Molina, candidat du Parti patriote, arrive en tête du premier tour avec 36,01 % des voix, devançant Manuel Baldizón, également issu de la droite (parti Lider), avec 23,20 % des voix. Eduardo Suger, un autre candidat de droite, est arrivé en troisième position avec 16,38 % des voix.
Seule candidate de gauche, Rigoberta Menchú (prix Nobel de la paix en 1992) n'a obtenu que 3,27 % des voix.
Aucun candidat n'ayant obtenu 50 % des suffrages, un second tour est organisé le 6 novembre.

### Second tour
Le second tour, le 6 novembre 2011, oppose l'ancien général Otto Pérez Molina à l'avocat Manuel Baldizón.
Le 7 novembre 2011, après dépouillement de 90 % des votes, Otto Pérez Molina est proclamé président du Guatemala par le Tribunal suprême électoral. Il a obtenu 53,76 % des suffrages contre 46,24 % pour Manuel Baldizon, qui reconnaît sa défaite et félicite son adversaire.

### Résumé des résultats
Résultats des élections présidentielles du 11 septembre et 6 novembre 2011
| Candidats présidentiels — Partis                                                             | 1er tour  | 1er tour | 2d tour   | 2d tour  |
| Candidats présidentiels — Partis                                                             | Votes     | %        | Votes     | %        |
| -------------------------------------------------------------------------------------------- | --------- | -------- | --------- | -------- |
| Otto Pérez Molina — Partido Patriota (PP)                                                    | 1 597 937 | 36,10 %  | 2 300 184 | 53,76 %  |
| Manuel Baldizón — Libertad Democrática Renovada (LIDER)                                      | 1 004 215 | 22,68 %  | 1 978 102 | 46,24 %  |
| Eduardo Suger - Engagement, renouveau et ordre                                               | 735 728   | 16,62 %  |           |          |
| Mario Estrada — Unión del Cambio Nacional (UCN)                                              | 385 932   | 8,72 %   |           |          |
| Harold Caballeros — Vision avec valeurs - Rassemblement pour le Guatemala (VIVA-EG)          | 276 192   | 6,24 %   |           |          |
| Rigoberta Menchú — Frente Amplio (Winaq-URNG/MAIZ-ANN)                                       | 142 599   | 3,22 %   |           |          |
| Juan Guillermo Gutiérrez — Parti de l'avance nationale (PAN)                                 | 121 964   | 2,76 %   |           |          |
| Patricia de Arzú — Partido Unionista                                                         | 96 870    | 2,19 %   |           |          |
| Alejandro Giammattei — Centro de Acción Social (CASA)                                        | 46 655    | 1,05 %   |           |          |
| Adela de Torrebiarte — Acción de Desarrollo Nacional (ADN)                                   | 18 779    | 0,42 %   |           |          |
| Total votes valides                                                                          | 4 426 871 | 100,00 % | 4 278 286 | 100,00 % |
| Votes nuls                                                                                   | 212 814   | 4,24 %   | 124 833   | 2,80 %   |
| Votes blancs                                                                                 | 382 379   | 7,61 %   | 58 010    | 1,30 %   |
| Total votes exprimés (participación electorale 1er tour: 68,41 % / 2d tour: 60,77 %)         | 5 022 064 | 100,00 % | 4 461 129 | 100,00 % |
| Source: Tribunal Suprême Electoral (*)Résultats préliminaires du Tribunal Suprême Electoral. |           |          |           |          |